# Хајнела (Њу Џерзи)
Хајнела (енгл. Hi-Nella) град је у америчкој савезној држави Њу Џерзи.

## Демографија
Према попису из 2010. године, број становника је 870, што је 159 (–15,5%) становника мање него 2000. године.
| Група             | 2000.       | 2010.       |
| Белци             | 715 (69,5%) | 592 (68,0%) |
| Афроамериканци    | 198 (19,2%) | 131 (15,1%) |
| Азијати           | 32 (3,1%)   | 35 (4,0%)   |
| Хиспаноамериканци | 71 (6,9%)   | 92 (10,6%)  |
| Укупно            | 1.029       | 870         |